# Chełmski Legion Samoobrony
Chełmski Legion Samoobrony (ros. Холмский легион самообороны) – ukraińska formacja zbrojna podczas II wojny światowej.

## Historia

### Powstanie Chełmskiego Legionu Samoobrony
Dzięki zamysłom byłych oficerów Ukraińskiej Republiki Ludowej (UNR) w czerwcu 1942, rozpoczęto działania w celu uformowania pierwszego oddziału ukraińskiej samoobrony na Lubelszczyźnie, nazwanego Chełmskim Legionem Samoobrony (ChLS), miało to też związek z wysiedleniami Polaków z Zamojszczyzny. Kadrę ChLS stanowił 5-osobowy sztab ulokowany w siedzibie Ukraiński Dopomohowy Komitrt (UDK) w Hrubieszowie. Przewodniczącym hrubieszowskiego komitetu był Mikołaj Strutynski, były oficer armii UNR. W skład sztabu ChLS wchodzili: płk. Jakiw Halczewski-Wojnarowski, dowódca chełmskiego legionu, Jurij Łukaszczuk, zastępca, Iwan Romanczenko, odpowiedzialny za przesiedlenia ukraińskiej ludności, Tymofij Stachurski, Jewhraf Jarosz.
Według Andrija Bolanowskiego, powstanie legionu miało na celu ochronę UDK oraz innych ukraińskich instytucji w Hrubieszowie przed "terrorem ze strony polskich bojówek". Jednak dokumenty Przedstawicielstwa Ukraińskiego Komitetu Centralnego (UCK) w Lublinie wskazują, że do maja 1942 roku na terenie dystryktu lubelskiego zginęło z rąk polskiego podziemia ośmiu Ukraińców, z czego w powiecie hrubieszowskim dwóch. Bardziej prawdopodobna jest teza, że powstanie ukraińskiej samoobrony w Hrubieszowie było odpowiedzią na nasilające się zagrożenie ze strony komunistycznej partyzantki.

### Podleganie legionu
Chełmski Legion Samoobrony (ChLS) nie podlegał bezpośrednio niemieckiemu dowództwu, w przeciwieństwie do innych formacji, takich jak (ULS). Według Andrija Bolanowskiego, chełmski legion miał relatywnie mniejsze powiązania z niemieckimi instancjami wojskowymi i nie posiadał niemieckiej kadry. Jego działalność była związana z ukraińskim życiem społeczno-politycznym. Dokument Przedstawicielstwa UCK w Lublinie z 25 listopada 1943 roku wskazuje, że niektóre elementy ChLS, określane jako „Samoochrona”, podlegały SD i niemieckim władzom cywilnym, takim jak starosta w Chełmie. Na poziomie gmin pododdziały samoobrony były organizowane przez ukraińskich burmistrzów w Hańsku i Sosnowicy. W latach 1943–1944 dowództwo ChLS manewrowało między niemieckimi władzami a ukraińskimi nacjonalistami, melnykowcami i banderowcami, którzy rywalizowali o kontrolę nad formacją. Na przełomie 1942/1943 roku sztab ChLS nawiązał kontakt z oddziałami UPA Tarasa Bulby-Borowcia na Polesiu. Współpraca z częścią OUN-M dotyczyła formowania oddziałów partyzanckich do walki z Niemcami, Sowietami i polskim podziemiem. Roman Kyweluk „Woron”, dowódca melnykowskich oddziałów na Wołyniu, przeszedł do ChLS, zajmując się instruktażem wojskowym.

### Rozbudowa Chełmskiego Legionu Samoobrony
Ukraińska samoobrona w Hrubieszowie początkowo liczyła około 20 osób. Po zabójstwie pułkownika Wojnarowskiego przez Armię Krajową w marcu 1943 roku, Niemcy pozwolili na jej rozbudowę, planując osiągnąć stan 180 strzelców. Jednak do maja 1943 roku jednostka była słabo uzbrojona i liczyła tylko 60 osób, rozdzielonych na kilka pododdziałów. Jedna z grup, licząca około 20 strzelców, chroniła sztab ChLS w Hrubieszowie, a pozostałych 40 rozlokowano w Sahryniu, Werbkowicach i Białopolu. Planowano utworzyć dodatkowe placówki w Grabowcu i Uchaniach. Wiosną 1944 roku w Uchaniach stacjonował oddział liczący około 40 osób, określany przez polskie podziemie jako "ukraińskie SS". Według Tarasa Bulby-Borowca, chełmski legion, nazywany Legionem Narodowej Samoobrony, działał jako wojsko przeciwpartyzanckie. Pod koniec 1943 roku oddział ten liczył około 400 osób, z czego 225 było uzbrojonych.
Po śmierci Wojnarowskiego oraz dwóch członków jego sztabu, dowództwo legionu objęli kolejno Łukaszczuk i Romanczenko. W tym czasie do sztabu ChLS dołączyli Iwan Chomyk, Mychajło Pawluk i Teodor Harasymjak. Wiosną 1943 roku, po apelu do pułkownika Romana Suszki, do Hrubieszowskiego przybyła grupa zawodowych wojskowych z Warszawy i Lwowa, aby wesprzeć organizację samoobrony. W jej szeregach znaleźli się ukraińscy wojskowi: Petro Oksentiw „Terlica”, Horczynski, oraz Roman Kyweluk „Woron”. Prowadzili oni kursy wojskowe dla legionistów, szkoląc około 200 osób, które podzielono na dwie sotnie i wyposażono w broń od żołnierzy węgierskich. Przygotowano także emblematy z tryzubem na mundury.
Złoty okres legionu przypadł na lato 1943 roku. Sztab w Hrubieszowie zdecydował o sformowaniu podobnych oddziałów na sąsiednich terenach dystryktu lubelskiego, m.in. w Tarnogrodzie. Celem było utworzenie dodatkowej formacji zbrojnej do ochrony ukraińskich instytucji i osadników, którzy mieli napłynąć z okolic Zamościa, Tomaszowa Lubelskiego i Hrubieszowa. Organizatorem i dowódcą samoobrony w Tarnogrodzie był Wołodymyr Darmochwał, dyrektor powiatowego Związku Ukraińskich Spółdzielni w Biłgoraju. Pod koniec listopada 1943 roku oba oddziały ChLS odbyły rajd przez północno-zachodnią i środkową część powiatu hrubieszowskiego. Rajd miał odstraszyć Armię Krajową i Bataliony Chłopskie od ataków na wsie ukraińskie. W trakcie rajdu nie doszło do starć z polskim podziemiem. Mimo to, liczba Ukraińców zabitych przez polskie podziemie wzrosła w grudniu 1943 roku.
Darmochwał aktywnie podburzał miejscową ludność prawosławną przeciwko Polakom. Z meldunku Batalionów Chłopskich (BCh) z maja 1944 roku wynika, że nawoływał do ataków na Polaków, odwiedzając wsie takie jak Rakówka, Babice, Zamch i Księżpol. Jego działania były wspierane przez rozgoryczenie miejscowych Ukraińców, wywołane rabunkami dokonywanymi przez oddziały leśne Armii Krajowej. W meldunku BCh żądano natychmiastowego powstrzymania działań żołnierzy AK we wsiach zamieszkanych przez ludność prawosławną oraz likwidacji osoby Darmochwała. AK w szczególności zwróciło uwagę na jego działalność:

to ogniska ukrainizmu narodowego [...]. Darmochwał (major WP) i kilku innych są głównymi podpalaczami tej sprawy. Tarnogród, Cieplice i połowa Kuryłówki, jak również i Kulno są bardzo dobrze uzbrojone przez Darmochwała, czyli Niemców, bo od nich przywozi broń i rozdziela między ludzi, dlatego też ludność polska w gminach Różaniec, Potok, Tarnogród, Biszcza, Księżpol, Łukowa i Babice są bardzo poważnie zagrożone

18 lutego 1944 roku Tarnogród został na krótko opanowany przez wspólne siły polskiego podziemia: Armii Krajowej, Batalionów Chłopskich oraz partyzantów sowieckich z 1. Ukraińskiej Dywizji Partyzanckiej im. S. Kowpaka. Wiosną 1944 roku Niemcy organizowali oddziały Ortschutzu złożone z Ukraińców w okolicach Leżajska, Tarnogrodu i Biłgoraja. Ich zadaniem była ochrona osiedli zamieszkanych głównie przez nasiedleńców, nękanych napadami partyzantów polskich i sowieckich. Jeden z takich oddziałów, liczący ponad 20 osób, odbywał szkolenie w Tarnogrodzie. Podobne oddziały samoobrony organizowano również w okolicach Chełma i Włodawy. Ponad 90-osobowy oddział rozlokowano w miejscowościach takich jak Żmudź, Rakołupy, Hańsk, Olchowiec i Wyryki. Oddziały te były słabo uzbrojone, posiadając głównie karabiny z okresu I wojny światowej.
Do marca 1944 roku ukraińską samoobroną na terenie Lubelszczyzny dowodził płk Ołeksandr Kwitko, były oficer armii UNR i oficer kontraktowy WP. Dokumenty polskiego podziemia potwierdzają istnienie ukraińskiego Selbstschutzu oraz milicji w okolicach Włodawy, organizowanych przez ukraińskich burmistrzów w Hańsku i Sosnowicy. Pododdziały Chełmskiego Legionu Samoobrony (ChLS), nazywane „Samoochroną” lub „ukraińską policją ochronną”, były tworzone głównie do ochrony ukraińskich wójtów i przedstawicieli UDK, zagrożonych atakami polskiego podziemia. Uczestniczyły również w akcjach represyjnych wobec polskiej ludności, np. w grudniu 1943 roku w pobliżu Tarnogrodu. Zbrodnie dokonane przez Ukraińców w październiku 1943 roku na Polakach w powiecie hrubieszowskim spowodowały, że władze niemieckie zaczęły rozważać rozwiązanie tej formacji. Dokumenty Przedstawicielstwa (UCK) w Lublinie oraz raporty lwowskiej OUN-B potwierdzają te plany. Polacy, według ukraińskiego komitetu, mieli obiecać Niemcom "ład i porządek", aby pozbyć się ukraińskiej samoobrony z regionu.
Niemcy ostatecznie nie rozwiązali oddziałów ChLS , a na początku 1944 roku zaczęto organizować nowe jednostki, np. na Podlasiu. W marcu 1944 roku oddziały te, obok ukraińskiej policji i bojówek banderowskich, walczyły z polską partyzantką, broniąc miejscowości takich jak Sahryń, Szychowice i Bereść. Chełmscy legioniści, wspólnie z bojówkami OUN-B oraz niemieckim 5. pułkiem policji SS, melnykowskim Ukraińskim Legionem Samoobrony ULS , przed i po 10 marca 1944 roku popełniali zbrodnie na polskiej ludności cywilnej. Dokumenty polskiego podziemia z marca 1944 roku opisują działalność Ortschutzu jako opresyjnych formacji, które kontrolowały drogi i szosy, uniemożliwiając swobodne poruszanie się Polakom. Chełmska OUN w raporcie z maja 1944 roku wspomina o licznych zbrodniach popełnionych przez Ortschutz na Polakach, m.in. w Sahryniu, gdzie 10 marca rozstrzelano 12 Polaków. Kolejne incydenty miały miejsce 13 i 14 marca na drogach Hrubieszów–Sokal i Hrubieszów–Zamość, gdzie zginęła bliżej nieokreślona liczba Polaków. W Metelinie spalono kolonię i zabito 10 Polaków, a w Hrubieszowie członek Ortschutzu zastrzelił Polaka na jednej z ulic.

### Dalsze losy legionu
Latem 1944 roku, z nadejściem frontu, większość legionistów wycofała się z Niemcami na zachód, w tym dowódcy lokalnych pododdziałów. Część jednak pozostała na Lubelszczyźnie, zasilając szeregi podziemia banderowskiego.